# Physocalymma scaberrimum

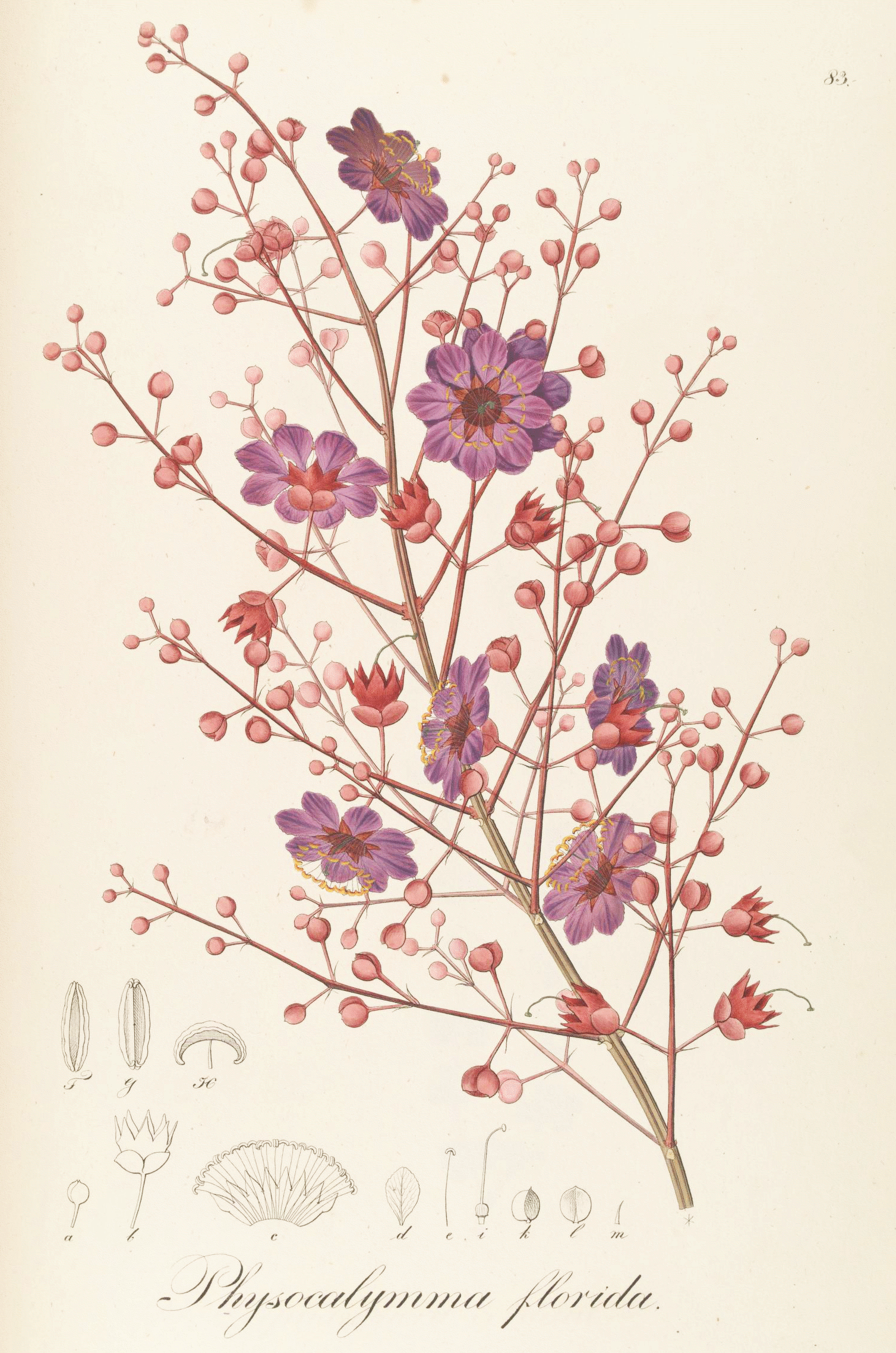
Illustration

Physocalymma scaberrimum ist ein Baum in der Familie der Weiderichgewächse aus dem nordwestlichen Brasilien bis Peru und Ecuador. Es ist die einzige Art der Gattung Physocalymma.

## Beschreibung
Physocalymma scaberrimum wächst als laubabwerfender Baum bis etwa 25 Meter hoch. Der Stammdurchmesser erreicht bis zu 50 Zentimeter. Die dicke Borke ist bräunlich und furchig bis abblätternd.
Die einfachen, ledrigen und gestielten, fast kahlen Laubblätter sind kreuzgegenständig oder selten wirtelig angeordnet. Der fein rauhaarige Blattstiel ist bis 1,5 Zentimeter lang. Die rauen, schuppigen und ganzrandigen Blätter sind eiförmig, -lanzettlich bis elliptisch, lanzettlich oder verkehrt-eiförmig, -eilanzettlich. An der Spitze sind sie rundspitzig bis spitz oder bespitzt und an der Basis stumpf bis spitz. Sie sind 4–10,5 Zentimeter lang und 3–6,5 Zentimeter breit. Die Nervatur ist gefiedert mit leicht bogigen Seitenadern.
Es werden endständige Trauben oder seltener zusammengesetzte Trauben, Thyrsen gebildet. Es sind abfallende Tragblätter ausgebildet. Die gestielten und duftenden Blüten sind 8(–9)-zählig mit doppelter Blütenhülle. Es sind zwei, klappige und recht haltbare, kleine Vorblätter ausgebildet. Der vieladerig-streifige, bis 13 Millimeter lange, purpurfarbene und fein rauhaarige Kelch ist becherförmig, mit kleinen, ausladenden bis zurückgelegten, dreieckigen Zipfeln. Die ausladenden, kurz genagelten und rosafarbenen bis rötlich-purpurfarben Petalen, mit rhombischer, wellig-knittriger Platte sind etwa 16 Millimeter groß und an der Spitze oft eingebuchtet. Es sind 24–28 ungleich lange, vorstehende Staubblätter vorhanden, die epipetalen sind kürzer wie die episepalen. Der vierkammerige, -lappige Fruchtknoten ist etwas eingesenkt, oberständig mit einem langen, roten bis rosafarbenem Griffel mit kleiner kopfiger Narbe. Die Blüten erscheinen vor den Blättern.
Es werden vielsamige, etwa 1,7–2,5 Zentimeter große, braune Kapselfrüchte, die sich an der Spitze öffnen, in einem aufgeblasen, beständigen und urnenförmigen, papierigen Kelch gebildet. Die flachen Samen sind rundum kurz geflügelt und mit Flügel 3,5–5 Millimeter groß.

## Taxonomie
Die Erstbeschreibung der Gattung Physocalymma und der Art Physocalymma scaberrimum erfolgte 1827 durch Johann Baptist Emanuel Pohl in Flora 10(1): 152, 153. Synonyme sind Diplusodon arboreus Poepp. & Endl., Lafoensia scaberrima Poepp. ex Koehne und Physocalymma floridum Pohl.

## Verwendung
Das recht schwere, harte Holz, ist beige und kein Eisenholz, es ist bekannt als Pao, Pau (de) Rosa(s), Brazillian rosewood, Brasilianisches Rosenholz. Es wurde früher fälschlich als Quelle des rötlichen Bahia-Rosenholzes  benannt, daher auch die falsche Bezeichnung Rosenholz, die sich aber erhalten hat.